# USS Herbert C. Jones (DE-137)
USS Herbert C. Jones (DE-137) là một tàu hộ tống khu trục lớp Edsall từng phục vụ cùng Hải quân Hoa Kỳ trong Chiến tranh Thế giới thứ hai. Nó là chiếc tàu chiến duy nhất của Hải quân Hoa Kỳ được đặt cái tên này, theo tên Thiếu úy Hải quân Herbert Charpoit Jones (1918-1941), người từng phục vụ trên thiết giáp hạm California (BB-44), đã tử trận trong vụ tấn công Trân Châu Cảng ngày 7 tháng 12, 1941 và được truy tặng Huân chương Danh dự. Nó đã phục vụ cho đến khi chiến tranh kết thúc, xuất biên chế năm 1947, rồi bị bán để tháo dỡ vào năm 1973. Herbert C. Jones được tặng thưởng danh hiệu Đơn vị Tuyên dương Hải quân cùng ba Ngôi sao Chiến trận do thành tích phục vụ trong Thế Chiến II.

## Thiết kế và chế tạo
Lớp Edsall có thiết kế hầu như tương tự với lớp Cannon dẫn trước; khác biệt chủ yếu là ở hệ thống động lực Kiểu FMR do được trang bị động cơ diesel Fairbanks-Morse dẫn động qua hộp số giảm tốc đến trục chân vịt. Đây là cấu hình động cơ được áp dụng rộng rãi trên tàu ngầm, được chứng tỏ là có độ tin cậy cao hơn so với lớp Cannon.
Vũ khí trang bị bao gồm ba pháo 3 in (76 mm)/50 cal trên tháp pháo nòng đơn có thể đối hạm hoặc phòng không, một khẩu đội pháo phòng không Bofors 40 mm nòng đôi và tám pháo phòng không Oerlikon 20 mm. Vũ khí chống ngầm bao gồm một dàn súng cối chống tàu ngầm Hedgehog Mk. 10 (có 24 nòng và mang theo 144 quả đạn); hai đường ray Mk. 9 và tám máy phóng K3 Mk. 6 để thả mìn sâu. Con tàu vẫn giữ lại ba ống phóng ngư lôi Mark 15 21 inch (533 mm), và được trang bị radar SC dò tìm không trung và mặt biển. Thủy thủ đoàn đầy đủ bao gồm 186 sĩ quan và thủy thủ.
Herbert C. Jones được đặt lườn tại xưởng tàu của hãng Consolidated Steel Corporation ở Orange, Texas vào ngày 30 tháng 11, 1942. Nó được hạ thủy vào ngày 19 tháng 1, 1943, được đỡ đầu bởi bà Joanne Ruth Jones, vợ góa Thiếu úy Jones, và nhập biên chế cùng Hải quân Hoa Kỳ vào ngày 21 tháng 7, 1943 dưới quyền chỉ huy của Hạm trưởng, Thiếu tá Hải quân Alfred Wiltz Gardes, Jr.

## Lịch sử hoạt động
Sau khi hoàn tất việc chạy thử máy huấn luyện tại khu vực biển Caribe, Herbert C. Jones đi đến trình diện để phục vụ cùng Phòng thí nghiệm Nghiên cứu Hải quân tại Washington, D.C., nhằm tham gia thử nghiệm những phương pháp điều khiển được Đức Quốc xã áp dụng cho bom lượn. Nó khởi hành từ Norfolk, Virginia vào ngày 7 tháng 10, 1943, hộ tống một đoàn tàu vận tải vượt Đại Tây Dương để hướng sang khu vực Địa Trung Hải, và đi ngang qua Gibraltar trước khi đi đến Algiers vào ngày 16 tháng 10.
Herbert C. Jones bắt đầu hoạt động hộ tống vận tải dọc theo bờ biển Bắc Phi trong một năm tiếp theo. Trong một cuộc không kích của Không quân Đức vào ngày 6 tháng 11, nó đã bắn rơi một máy bay đối phương. Khi hộ tống một đoàn tàu vận tải đi từ Algiers đến Bizerte vào xế trưa ngày 26 tháng 11, trong một cuộc đối đầu kéo dài hai giờ, nó đã bắn rơi một máy bay tiêm kích đồng thời nghiên cứu đặc tính của bom lượn điều khiển bằng vô tuyến của đối phương. Nhờ những thông tin thu thập được trong chiến đấu này, nó cùng với tàu hộ tống khu trục chị em Frederick C. Davis (DE-136) được trang bị các bộ gây nhiễu vô tuyến mạnh vào đầu tháng 12, nhằm đối phó và dẫn lạc hướng các quả bom lượn đối phương.
Ứng dụng điện tử mới này nhanh chóng phát huy hiệu quả khi Herbert C. Jones hoạt động tuần tra ngoài khơi bờ biển Ý vào ngày 22 tháng 1, 1944, khi lực lượng Đồng Minh tiến hành Chiến dịch Shingle nhằm đổ bộ lên Anzio. Con tàu đã gây nhiễu và đánh lạc hướng hầu hết các quả bom điều khiển bằng vô tuyến mà đối phương nhắm vào lực lượng hải quân đổ bộ. Nó cũng chặn được các liên lạc vô tuyến của Không quân Đức, nên có khả năng cảnh báo sớm cho lực lượng Đồng Minh về các cuộc không kích sắp xảy ra. Herbert C. Jones được tặng thưởng Đơn vị Tuyên dương Hải quân do thành tích này tại Anzio.
Chuyển trọng tâm hoạt động sang miền Nam nước Pháp, Herbert C. Jones đi đến ngoài khơi bãi đổ bộ vào ngày 16 tháng 8, một ngày sau khi bắt đầu Chiến dịch Dragoon. Nó hoạt động tuần tra tại khu vực vận chuyển và đổ bộ này trong hai tháng trước khi quay trở về Hoa Kỳ, về đến New York vào ngày 17 tháng 10, nơi nó được đại tu, rồi đảm nhiệm việc hộ tống vận tải ven biển. Sang tháng 12, con tàu gia nhập một lực lượng đặc nhiệm tìm-diệt tàu ngầm để tuần tra tại Đại Tây Dương ngoài khơi Norfolk cho đến khi chiến tranh kết thúc tại Châu Âu.
Sau một đợt huấn luyện tại vịnh Guantánamo, Cuba, Herbert C. Jones khởi hành vào ngày 24 tháng 6, 1945 để đi sang khu vực Mặt trận Thái Bình Dương. Tuy nhiên con tàu vẫn đang được huấn luyện tại khu vực Trân Châu Cảng khi Nhật Bản chấp nhận đầu hàng vào ngày 15 tháng 8, 1945 giúp chấm dứt vĩnh viễn cuộc xung đột. Nó vẫn lên đường hướng đến quần đảo Marshall để tuần tra đề phòng bất trắc trong những ngày ngừng bắn đầu tiên.
Quay trở về vùng bờ Đông ngang qua San Diego, California và kênh đào Panama, Herbert C. Jones rời New York để đi đến Green Cove Springs, Florida vào ngày 15 tháng 3, 1946. Con tàu được cho xuất biên chế tại đây vào ngày 2 tháng 5, 1946, và được đưa về Hạm đội Dự bị Đại Tây Dương; sau đó nó được kéo đến Philadelphia, Pennsylvania, nhưng tiếp tục bị bỏ không trong thành phần dự bị. Tên nó được cho rút khỏi danh sách Đăng bạ Hải quân vào tháng 7, 1972, và con tàu sau cùng bị bán để tháo dỡ vào ngày 19 tháng 7, 1973.

## Phần thưởng
Herbert C. Jones được tặng thưởng danh hiệu Đơn vị Tuyên dương Hải quân cùng ba Ngôi sao Chiến trận do thành tích phục vụ trong Thế Chiến II.
|  |                                         |  |
|  | Bronze star · Bronze star · Bronze star |  |

| Dãi băng Hoạt động Tác chiến (truy tặng) | Dãi băng Hoạt động Tác chiến (truy tặng)                                     | Đơn vị Tuyên dương Hải quân                                                  | Đơn vị Tuyên dương Hải quân          |
| Huân chương Chiến dịch Hoa Kỳ            | Huân chương Chiến dịch Châu Âu-Châu Phi-Trung Đông với 3 Ngôi sao Chiến trận | Huân chương Chiến dịch Châu Âu-Châu Phi-Trung Đông với 3 Ngôi sao Chiến trận | Huân chương Chiến thắng Thế Chiến II |